# Сермонета
Сермонета (італ. Sermoneta) — муніципалітет в Італії, у регіоні Лаціо,  провінція Латина.
Сермонета розташована на відстані близько 60 км на південний схід від Рима, 12 км на північний схід від Латини.
Населення — 9761 особа (2014).
Щорічний фестиваль відбувається 19 березня. Покровитель — San Giuseppe.

## Демографія
Населення за роками:

Станом на 1 січня 2023 року в муніципалітеті офіційно проживало 547 іноземців з 55 країн, серед них 192 громадяни країн Євросоюзу та 28 громадян України.

## Сусідні муніципалітети
- Бассіано
- Чистерна-ді-Латіна
- Латина
- Норма
- Сецце